# Uno Stenholm
Uno Oskar Stenholm, född 30 augusti 1910 i Helsingfors, Finland, död 27 maj 1976 i Alingsås, var en svensk radioman. 
Uno Stenholm arbetade på Tidningarnas Telegrambyrås radioredaktion mellan 1938 och 1975; de sista tio åren som chef för redaktionen. Under andra världskriget och åren därefter var han en av Sveriges mest kända radioröster.
Uno Stenholm var 1940–1957 gift med Britta Stenholm samt far till journalisten Olle Stenholm och farfar till journalisten Sara Stenholm Pihl.